# Ludovic Soares
Pour les articles homonymes, voir Soares.
Ludovic Soares, né le 8 mai 1994 à Évian-les-Bains, est un footballeur international cap-verdien qui joue au poste de défenseur.

## Biographie

### En club
Né à Évian-les-Bains, Ludovic Soares grandit à Thonon avant de commencer le football dans le petit club de la ville d'Amphion, commune située proche d'Évian. Il rejoint ensuite le club de Croix de Savoie qui devient plus tard l'Évian Thonon Gaillard Football Club avec qui il signe son premier contrat professionnel en septembre 2015. Il découvre la Ligue 2 lors de la saison 2015-2016 en prenant part à vingt-cinq rencontres mais le club termine à la 18e place et est rétrogradé.
À l'été 2016, après le relégation puis la faillite de l'ETG, il signe au Red Star pour une durée de deux saisons. Après une saison sans jouer aucun match de championnat et seulement deux matchs, il quitte le Red Star et signe au Clermont Foot 63. En deux saisons, il est peu utilisé, portant les couleurs clermontoises à seulement douze reprises dont dix en Ligue 2.
En 2019, il rejoint le Stade lavallois qui évolue en National. Il retrouve du temps de jeu et marque son premier but en professionnel lors d'une victoire trois buts à zéro en Coupe de France contre l'ES Marsouins Brétignollais. La saison suivante est différente puisqu'il ne prend part à aucune rencontre lors de la première partie de saison et quitte le club en janvier 2021.
Lors de l'été 2021, il signe en Bulgarie au PFK Slavia Sofia. Il découvre la première division bulgare et lors de sa première saison participe aux matchs de play-offs en terminant à la sixième place du championnat qui sera le classement final du club.
En 2024, il revient dans sa région d'origine mais pour s'engager avec une équipe de Régional 2, le FC Foron

### Sélection nationale
Il est sélectionné pour la première fois en équipe nationale du Cap-Vert en mars 2022. Il prend part à deux matchs amicaux contre la Guadeloupe et Saint-Marin. Il est de nouveau appelé en juin 2022 et prend part à un troisième match amical contre l'Équateur.